# 恩平道
恩平道（英語：Yun Ping Road），是香港島銅鑼灣的一條名店街，在啟超道與禮頓道之間，沿路經過希慎道、公理堂、中國太平大廈、友邦中心、利園一期（宏利保險大廈）、利園二期（嘉蘭中心）、希慎廣場等，全部地鋪以國際高級名店為主，例如LV、GUCCI、Ralph Lauren、Benz等。

## 街名
恩平是廣東省新會附近的地方。恩平道不遠處有新會道，開平道和新寧道，皆是廣東省四邑的地名。其中新寧道的新寧是今天廣東省台山市（江門市管轄的縣級市）。

## 鄰近
- 啟超道
- 希慎道
- 渣甸坊
- 利園山道
- 禮頓道